# Fredensborg (fort)
För andra betydelser, se Fredensborg.

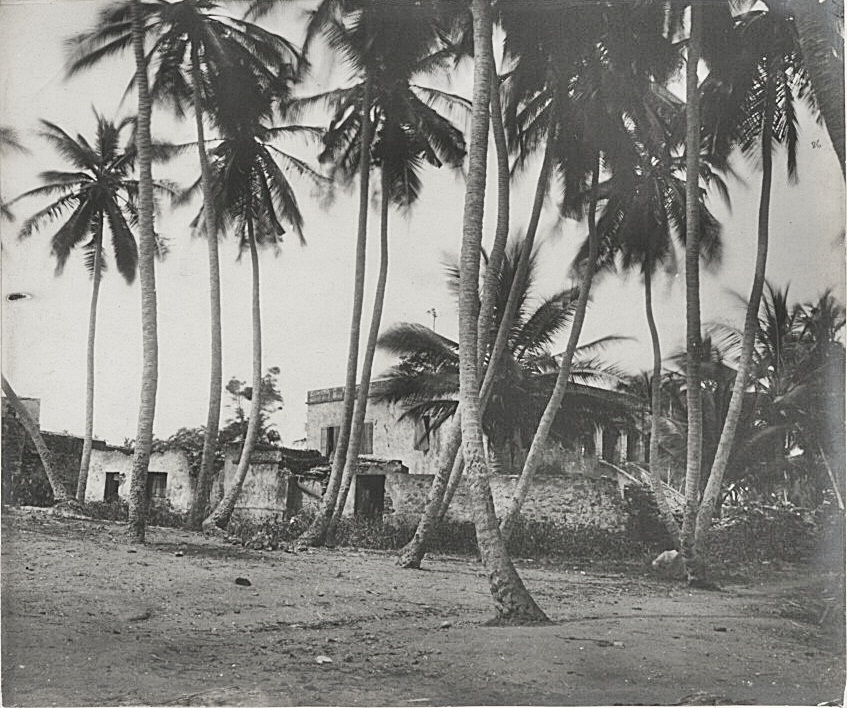
Ruinerna av Fort Fredensborg

Fredensborg var ett danskt handelsfort på Guldkusten vid Guineabukten i Västafrika. Idag är fortet en ruin, och den ligger i byn Old Ningo. Det arbetas med att bevara ruinerna som ett kulturminne i samband med slavhandeln. Det finns en teckning av fortet så som det såg ut 1760, gjord av den danska slavhandlaren Rømer. Slavskeppet "Fredensborg" är uppkallat efter detta handelsfort. 
Fortet var ett av tillsammans sex handelsfort Danmark-Norge hade i området i mitten på 1700-talet som en del av Danmarks kolonirike. Forten såldes till Storbritannien 1850.
Redan 1658 upprättade Danmark-Norge sitt första handelsfort eller loge på Guineakusten, eller Kysten som danskarna sade på den tiden. Handelsforten hade som uppgift att driva handel med afrikaner. De hyrdes på grund av lokala härskare. Viktiga varor var slavar, elfenben och guld. Alla viktiga europeiska sjöfartsnationer hade på den tiden handelsfort i området, de låg i rad, engelska, franska, holländska och portugisiska handelsfort, vid sidan av de danska. Det var stark konkurrens mellan européerna för att vinna de samarbetande afrikanernas gunst. De flesta skeppen som anlöpte handelsforten ingick i den så kallade triangelhandeln.
Christiansborg i Accra var Danmarks-Norges huvudfort på Guldkusten; Fredensborg låg längre österut. Fortet nämndes som ett av de finaste danska mindre forten på Guldkusten.